# یعکوو گ. سینایی
یعکوو گرگورویچ سینایی (روسی: Я́ков Григо́рьевич Сина́й; متولد ۱۹۳۵) ریاضیدان اثر گذاری ست که در زمینه تئوری سیستمهای دینامیکی و نظریه احتمال کار می‌کند. او پلهایی بین جهان سیستمهای قطعی (دینامیک) و جهان سیستمهای احتمالاتی (تصادفی) آفریده‌است.
سینایی در مسکو در خانواده‌ای که در حیات علمی و فرهنگی روسیه در قرن نوزدهم نقش شایانی ایفا کرده متولد شد. پدربزرگ او ونیامین کاگان هندسه دان روس بود و والدین سینایی پژوهشگرانی سرشناس در علوم زیستی و پزشکی بودند.
او در سال ۱۹۸۶ برنده مدال بولتزمن شد.